# 新田嘉一
新田 嘉一（にった かいち、1933年〈昭和8年〉10月6日 - ）は、日本の実業家、馬主。平田牧場会長、東北公益文科大学理事長、自由民主党酒田支部最高顧問、平田町名誉町民（現：酒田市名誉市民）。

## 人物
山形県飽海郡平田町楢橋（現：酒田市）において16代にわたり続く地主に生まれる。
父である嘉助は名士で通るも、農業より政治に現を抜かすことが多かったという。
山形県立藤島農業高校を卒業後、大学進学を希望するも父から「農家に学は必要ない」と断言され、進学を断念。
戦後の高度経済成長において、和食中心から洋食へ食文化が変遷し、庄内地方においては離農し都会に出る人々が増えつつある現状を鑑みた新田は、田畑を処分した上で就労の途につく方が暮らしも楽になるのではないかと父に進言するも聞き入れられなかった。
これをきっかけに逆鱗に触れた新田は、勘当同然の身に陥る。
後日、祖母の取り成しにより父との決別は回避されたが、新田は田畑の耕作は弟に任せて実質裸一貫、豚2頭で養豚業を起業する。
開始当初は、昼夜関係なく豚舎に泊まり込み、手探りで飼育に当たった。
養豚業で得た人脈やノウハウにより、鶴岡生協(現：生活協同組合共立社)との取引を開始する。
これを契機に全国の生協グループ各店への商品納入、全国展開していたGMSダイエーとの取引も開始して1970年代には事業が軌道にのりはじめた。
しかしその後、生産量の9割を出荷していたダイエーとの価格引下げ交渉の決裂による同社との取引停止、時代に先がけて無添加や無着色によるハムやウィンナーの販売を手がけるも消費者に受け入れられず苦戦を強いられる。
のち、欧州視察の際に知見を得たランドレース種と、アメリカから輸入したデュロック種に鹿児島の黒豚であるバークシャー種を交配し、日本の豚としては最高値で取引される平牧三元豚を誕生させ、ヒラボクブランドを一代で確立した。
1999年（平成11年）、設立以来務めてきた社長職を子息の嘉七にまかせ、会長に退く。
新田は対外活動に軸足を移した。

### エピソード
酒田市の中心市街地が酒田大火で被災した際、運営資金が枯渇していた地元の商工会議所に私財を提供したほか、庄内空港開設の際には前田巌らと共に旗振り役を務めた。
この他に公設民営による東北公益文科大学開学に尽力するなど、郷土である庄内地方・酒田地域の発展において挺身する姿を評価する者も少なくないという。

## 馬主活動

新田の勝負服

日本中央競馬会（JRA）および地方競馬全国協会（NAR）に登録する馬主としても知られた。勝負服の柄は白、紫ダイヤモンド、緑袖、冠名には「チョウカイ」「ヒラボク」を用いた。
冠名が「チョウカイ」だった時代、馬名に「チョウカイテイオー」と登録を申請したが、「（1991年の日本ダービー優勝馬の）トウカイテイオーと紛らわしい」として却下されたというエピソードがある（結局「チョウカイライジン」で馬名登録が認められた）。

### 主な所有馬
- Caerlina（1991年ディアヌ賞）
- チョウカイキャロル（1994年優駿牝馬、1995年中京記念）

## 略歴
- 1933年（昭和8年）10月6日 - 山形県飽海郡平田町（現：酒田市）に誕生。
- 山形県藤島農業高等学校（現：山形県立庄内農業高等学校）卒業。
- 1964年（昭和39年） - 食肉直売所開設。
- 1967年（昭和42年） - 平田牧場設立。
- 1971年（昭和46年） - 平牧工房設立。
- 1999年（平成11年） - 社長職を息子の新田嘉七に譲り、同社会長就任。
- 2004年（平成16年）8月 - 平田町名誉町民（現：酒田市名誉市民）推戴。
- 2009年（平成21年）6月 - 東北公益文科大学理事長就任。

## 受賞歴
- 紺綬褒章
- 内閣総理大臣褒状
- 環日本海新潟賞
- 山形県産業賞 (1990年）
- 河北文化賞 (2014年度）[5][6]
- 旭日小綬章（2025年）[7]

## テレビ出演
- 2009年（平成21年）8月31日 - 『日経スペシャル カンブリア宮殿』 流通革命が、農業を救う！（テレビ東京）[8]
- 2011年（平成23年）
  - 1月2日 - 『故郷への報恩の思い〜新田嘉一氏が綴る 平田牧場の奇跡〜』（山形テレビ）
  - 1月4日 - 『飛躍の年2011年〜新田嘉一氏に聞く〜』（山形放送）

## 書籍

### 著書
- 『平田牧場「三元豚」の奇跡』（2010年11月5日、潮出版社）ISBN 978-4-267-01859-6。

### 関連書籍
- 『んだ豚だ! コメを捨てた男-平田牧場主 新田嘉一』（著者:佐藤亮子）（1994年12月1日、協同図書サービス）ISBN 4-7874-7006-X。
- 『新世紀へ、庄内の道標 新田嘉一、富塚陽一、町田睿 鼎談』（1998年10月、荘内日報社）
- 『実在感と重量感 新田嘉一コレクション』（著者:水戸部浩子）（2004年6月1日、みちのく書房）ISBN 4-944077-69-6。
- 『三元豚に賭けた男 新田嘉一 平田牧場の43年』（編著:石川好、佐高信）（2010年8月15日、七つ森書館）ISBN 978-4-8228-1016-0。